# Ophiomastus secundus
Ophiomastus secundus är en ormstjärneart som beskrevs av George Richard Lyman 1878. Ophiomastus secundus ingår i släktet Ophiomastus och familjen fransormstjärnor. Inga underarter finns listade i Catalogue of Life.